# Jacques Demers (sztangista)
Jacques Demers (ur. 27 lipca 1960 w Montrealu) – kanadyjski sztangista, srebrny medalista igrzysk olimpijskich i mistrzostw świata.

## Kariera
Pierwszy sukces w karierze osiągnął w 1982 roku, kiedy podczas igrzysk Wspólnoty Narodów w Brisbane zdobył brązowy medal w wadze średniej. Na rozgrywanych rok później igrzyskach panamerykańskich w Caracas był drugi w tej samej konkurencji, przegrywając tylko z Kubańczykiem Julio Echenique. W 1984 roku wystartował na igrzyskach olimpijskich w Los Angeles, gdzie także zdobył srebrny medal. Pod nieobecność sportowców z części krajów Bloku Wschodniego rozdzielił na podium Karl-Heinza Radschinsky'ego z RFN i Rumuna Dragomira Cioroslana. Był to jego jedyny występ olimpijski. Demers wywalczył tam równocześnie srebrny medal mistrzostw świata.